# Secretaría de Coordinación Militar en Emergencias
La Secretaría de Coordinación Militar en Emergencias de Argentina (SCME), inicialmente Secretaría de Coordinación Militar de Asistencia en Emergencias, es un organismo del Ministerio de Defensa de la Nación.
Tiene dentro de sus competencias el alistamiento, empleo y aprovechamiento eficiente de los medios y recursos disponibles en el Ministerio de Defensa, para la atención de situaciones de emergencias y desastres. Ante un evento adverso, cuando las instancias locales se ven desbordadas para dar respuesta a la población, realizan un requerimiento de intervención ante el Ministerio de Defensa o el Gobierno Nacional. A partir de ello, la SCME dispone el alistamiento y despliegue de recursos militares para la prevención y respuesta requeridos para la protección civil de los habitantes, coordinando su accionar con los organismos y agencias con competencia en la materia.
La presencia de la SCME, a través de las fuerzas armadas, puede implicar algunas de estas tareas: el apoyo logístico interministerial terrestre, aéreo y marítimo; el traslado de personal vía terrestre, fluvial o aérea para prestar colaboración; el traslado de población afectada; el traslado de víveres, recursos o donaciones; la evacuación de personas; la preparación y distribución de racionamiento para la población afectada y/o personal interviniente en la emergencia; el alojamiento temporario de población afectada y de personal; el apoyo en el combate contra el fuego; la organización y apoyo en el Comité Operativo de Emergencias (COE); el apoyo logístico en comunicaciones; el apoyo sanitario; la rehabilitación de vías de acceso y servicios esenciales; la remoción de masa y desobstrucción de canales; la provisión de sistemas de potabilización de agua; entre otras.
Es así que se constituye en una instancia de coordinación civil del despliegue de las fuerzas armadas en tareas de prevención, respuesta inmediata y reconstrucción ante situaciones de emergencia o desastres, así como en otras tareas de apoyo a la comunidad.
Esto implica el diseño de abordajes territoriales que contemplen una mirada integral para brindar respuestas efectivas a las problemáticas que surgen en contextos de emergencia, así como la adecuada articulación entre los organismos, agencias nacionales y actores locales, posibilitando la reconstrucción del entramado social. 
También responde a la necesidad estratégica de la conducción política de las FF. AA. en tareas de protección civil, ayuda humanitaria y apoyo a la comunidad, que definen y justifican el rango de Secretaría de Estado.
Desde su creación, ha tenido un papel fundamental en la coordinación militar en inundaciones, tornados, aludes, nevadas, incendios forestales, sequías y otros desastres. También ha brindado apoyo en emergencias sanitarias como la provocada por la pandemia de COVID-19 en todo el país.
Su aporte no se limitó únicamente al despliegue de las FF. AA. en la respuesta, sino que además desarrolló tareas de enlace, planeamiento, monitoreo y anticipación de eventos, en estrecha vinculación con otras agencias del Estado.
En lo que refiere al apoyo a la comunidad, se ha organizado anualmente campañas socio sanitarias con el objetivo de acercar derechos y atenciones médicas a aquellas poblaciones ribereñas y alejadas, con dificultades de acceso a centros urbanos; ha llevado adelante tareas de urbanización en barrios populares; ha colaborado brindando apoyo a municipios y provincias ante situaciones de emergencia; y ha trabajado de forma conjunta con otros ministerios y agencias en terreno, en la ejecución de distintos programas de gobierno.
Asimismo, ha impulsado el fortalecimiento de las capacidades de las FF. AA. y del personal civil para el trabajo en emergencias y desastres, mediante la gestión y diseño de instancias de formación específicas, favoreciendo el proceso de profesionalización del personal civil y militar en materia de gestión integral del riesgo de desastres.

## Historia
En 2013 el gobierno de Cristina Fernández de Kirchner modificó la organización del Ministerio de Defensa de la Nación y creó la «Secretaría de Coordinación Militar de Asistencia en Emergencias». Su primer titular fue María Cecilia Rodríguez, designada el 3 de junio de 2013.
En mayo de 2016 pasó a denominarse «Secretaría de Asuntos Logísticos para la Defensa y Coordinación Militar»; y en diciembre de 2019, Secretaría de Coordinación Militar en Emergencias.

## Titulares
| Secretario              | Partido      | Partido                  | Periodo                                   | Ministro       | Presidente                     | Nombre de la secretaría                                                                  |  |
| ----------------------- | ------------ | ------------------------ | ----------------------------------------- | -------------- | ------------------------------ | ---------------------------------------------------------------------------------------- |  |
| María Cecilia Rodríguez |              | Nuevo Encuentro          | junio de 2013-diciembre de 2013           | Agustín Rossi  | Cristina Fernández de Kirchner | Secretaría de Coordinación Militar de Asistencia en Emergencias                          |  |
| Roberto Pedro Corti     |              | Independiente            | diciembre de 2013-diciembre de 2015       | Agustín Rossi  | Cristina Fernández de Kirchner | Secretaría de Coordinación Militar de Asistencia en Emergencias                          |  |
| Walter Ceballos         |              | Unión Cívica Radical     | enero de 2016-julio de 2017               | Julio Martínez | Mauricio Macri                 | Secretaría de Servicios Logísticos para la Defensa y Coordinación Militar en Emergencias |  |
| Graciela Susana Villata |              | Frente Cívico de Córdoba | julio de 2017-diciembre de 2019           | Oscar Aguad    | Mauricio Macri                 | Secretaría de Servicios Logísticos para la Defensa y Coordinación Militar en Emergencias |  |
| Inés Barboza Belistri   |              |                          | diciembre de 2019                         | Agustín Rossi  | Alberto Fernández              | Secretaría de Coordinación Militar en Emergencias                                        |  |
| Inés Barboza Belistri   | Jorge Taiana |                          | diciembre de 2019                         |                | Alberto Fernández              | Secretaría de Coordinación Militar en Emergencias                                        |  |
| Carlos Roberto Ospital  |              |                          | Del 13 de diciembre de 2022 - Actualidad. | Jorge Taiana   | Alberto Fernández              | Secretaría de Coordinación Militar en Emergencias                                        |  |